# Liste der Baudenkmale in Dobin am See
In der Liste der Baudenkmale in Dobin am See sind alle Baudenkmale der Gemeinde Dobin am See (Landkreis Ludwigslust-Parchim) und ihrer Ortsteile aufgelistet (Stand: Januar 2021).

## Buchholz
| ID | Lage     | Bezeichnung                       | Beschreibung | Bild   |
| -- | -------- | --------------------------------- | ------------ | ------ |
|    | (Karte)  | Kirche                            |              | Kirche |
|    | Friedhof | Kriegerdenkmal 1914/18            |              |        |
|    |          | Lindenallee mit Kopfsteinpflaster |              |        |

## Flessenow
| ID       | Lage                   | Bezeichnung                                  | Beschreibung | Bild           |
| -------- | ---------------------- | -------------------------------------------- | ------------ | -------------- |
| Wikidata | Lindenstraße 8 (Karte) | Gutshaus                                     |              | Weitere Bilder |
|          |                        | Waldfriedhof des ehemaligen Quarantänelagers |              |                |

## Liessow
| ID | Lage                        | Bezeichnung                    | Beschreibung | Bild |
| -- | --------------------------- | ------------------------------ | ------------ | ---- |
|    | Schweriner Straße 7 (Karte) | Gutshaus mit Park und Speicher |              |      |

## Neu Schlagsdorf
| ID | Lage                   | Bezeichnung | Beschreibung | Bild     |
| -- | ---------------------- | ----------- | ------------ | -------- |
|    | Speicherstraße (Karte) | Speicher    |              | Speicher |

## Retgendorf
| ID | Lage                 | Bezeichnung                                                  | Beschreibung | Bild                                                         |
| -- | -------------------- | ------------------------------------------------------------ | ------------ | ------------------------------------------------------------ |
|    | (Karte)              | Kirche mit Friedhof und Gutsherrengrabdenkmal, Grabmal Rusch |              | Kirche mit Friedhof und Gutsherrengrabdenkmal, Grabmal Rusch |
|    | Seestraße 13 (Karte) | Pfarrhaus                                                    |              | Pfarrhaus                                                    |
|    | Seestraße 18 (Karte) | Wohnhaus                                                     |              | Wohnhaus                                                     |

## Rubow
| ID | Lage                     | Bezeichnung       | Beschreibung                                                                                 | Bild              |
| -- | ------------------------ | ----------------- | -------------------------------------------------------------------------------------------- | ----------------- |
|    | Schmiedestraße 5 (Karte) | Gutshaus mit Park | Spätklassizistischer, unsanierter, 2-gesch., 15-achs. Putzbau mit Walmdach und Mittelrisalit | Gutshaus mit Park |

## Ehemalige Denkmale

### Flessenow
| ID | Lage         | Bezeichnung                                                      | Beschreibung | Bild                                                             |
| -- | ------------ | ---------------------------------------------------------------- | ------------ | ---------------------------------------------------------------- |
|    | Lindenstraße | Pflasterstraße mit Lindenallee vom Gutshaus zum Hotel „Seewisch“ |              | Pflasterstraße mit Lindenallee vom Gutshaus zum Hotel „Seewisch“ |